# InCycle
InCycle je britský sportovní pořad ze světa špičkové cyklistiky, který přináší rozhovory s cyklistickými hvězdami, zákulisí světových týmů a reportáže z největších závodů. Pro diváky v České republice je tento pořad upravován Českou televizí. Pořad je vysílán na ČT sport každý pátek v 22:00. Délka jednoho dílu je 23 až 25 minut. Repríza je pak v sobotu, a následující týden v úterý na ČT sport. Nejstarší díl v archivu ČT sport je z 29. dubna 2014.  V češtině pořad komentuje Tomáš Jílek.